# Višnja Gora
Višnja Gora – miasto w Słowenii, w gminie Ivančna Gorica. W 2018 roku liczba ludności miasta wynosiła 1093 mieszkańców.